# Der Bulle von Tölz: Klassentreffen
Klassentreffen ist ein deutscher Fernsehfilm von Wolfgang F. Henschel aus dem Jahr 2003 nach einem Drehbuch von Doris Jahn. Es ist die 43. Folge der Krimiserie Der Bulle von Tölz mit Ottfried Fischer als Hauptdarsteller in der Rolle des Hauptkommissars Benno Berghammer. Die Erstausstrahlung erfolgte am 8. Oktober 2003 auf Sat.1.

## Handlung
Resi Berghammer organisiert ein 50-jähriges Klassentreffen im Pfarrhaus von Prälat Hinter. Dabei flammen die alten Konflikte unter den Damen wieder auf. Die verhasste Margarethe Oberklammer verlässt als Erste die Veranstaltung und lässt sich von Prälat Hinter ins Hotel fahren. Dort wird sie am nächsten Morgen tot in der Badewanne aufgefunden. Gerichtsmediziner Dr. Sprung stellt fest, dass das Opfer ein Schlafmittel zusammen mit Alkohol zu sich genommen hat, was zwar an sich schon lebensbedrohlich, aber nicht für den Tod verantwortlich war. Frau Oberklammer sei ertrunken. Auf die Nachfrage, ob sie auch ertränkt worden sein könnte, meint er, er sehe keine Spuren von Gewaltanwendung, aber beim Zustand von Frau Oberklammer hätte auch ein Kind es geschafft, sie unterzutauchen. Da die Schmuckschatulle der Ertrunkenen leer ist, ermitteln die Kommissare in Richtung Raubmord.
Als Täter kommen alle Teilnehmerinnen des Klassentreffens in Frage, aber auch der 50-jährige Sohn des Opfers, Wolfgang Oberklammer, sowie der Hotelgast Max Mayer, der seit Wochen anschreiben lässt und bei vermögenden Damen sein Glück versucht. Selbst Prälat Hinter fällt durch sein seltsames Verhalten auf. Dies ist jedoch darauf zurückzuführen, dass Wolfgang Oberklammer ihm einen Brief gezeigt hat, in dem sein Vater, der verstorbene Altbürgermeister Gustav Hinter, Wolfgang mitteilt, dass er sein Vater sei, weshalb der Prälat das Andenken seines Vaters beschmutzt sieht, wenn das öffentlich wird.
Kommissar Berghammer will nicht mehr länger mit den in der „Pension Resi“ einquartierten Teilnehmerinnen des Klassentreffens unter einem Dach wohnen, worauf seine Mutter mit ihren ehemaligen Schulkameradinnen in eine Jugendherberge umzieht.
In einer Vernehmung gibt Rosemarie Assanger zu, auf einen Vorschlag Elfie Reichingers, Frau Oberklammer eine mit Schlafmittel versetzte Praline untergeschoben zu haben, damit sie müde werde und die Feier vorzeitig verlasse.
Die schon etwas demente Klara findet im Schrank der Altenpflegerin Hilda Bacher eine Halskette, die dem Opfer gehörte. Als Resi Berghammer ihr den Schmuck abnehmen will, um ihn zur Polizei zu bringen, wehrt sich Klara, und die Kette reißt. In diesem Moment taucht Benno Berghammer auf und lässt die gesamte Damenrunde von Polizist Pfeiffer festnehmen.
Als die Kommissare Berghammer und Lorenz von Hilda Bacher erfahren, dass sie Max Mayer beim Entsorgen eines Handtuchs beobachtet hat, in dem sich die Halskette des Opfers befand, gibt dieser zu, in das Zimmer von Margarethe Oberklammer eingedrungen zu sein und die Kette gestohlen zu haben; mit dem Mord will er jedoch nichts zu tun haben; nach dem Verlassen des Zimmers sei er im Treppenhaus mit einer älteren Dame zusammengestoßen, die er bestimmt wiedererkennen würde. Während der Vernehmung bricht Herr Mayer zusammen und wird wegen Verdachts auf Herzinfarkt ins Krankenhaus gebracht, wo sich dieser zunächst nicht bestätigt. Doch als Max Mayer zufällig die Dame entdeckt, die ihm im Hotel begegnet war, bricht er wieder zusammen – diesmal tödlich, weil besagte Dame, Hilda Bacher, ihn für einen Simulanten hält. Unter dem steigenden Ermittlungsdruck erzählt sie, Gustav Hinter habe ihr einen Brief übergeben, mit der Bitte, ihn an Wolfgang Oberklammer zu schicken. Sie habe den Brief gelesen und den wahren Grund für das Platzen ihrer Verlobung vor 50 Jahren herausgefunden. Als sie Frau Oberklammer zur Rede gestellt habe, sei diese ungerührt in die Badewanne gestiegen und habe gespottet, sie habe halt einen zahlungskräftigen Vater für ihr Kind gebraucht, also habe sie den Verlobten kurzerhand verführt. Sie solle sich nicht so anstellen und ihr lieber den Rücken schrubben. Das habe das Fass zum Überlaufen gebracht und sie habe Margarethe Oberklammer vor Wut untergetaucht, bis sie sich nicht mehr gerührt habe. Es sei nicht ihre Absicht gewesen, sie zu töten, aber sie bereue nichts; nur für Max Mayer tue es ihr leid.

## Hintergrund
Die Dreharbeiten fanden unter anderem im Franziskanerkloster in Bad Tölz statt; als Schauplatz für die „Pension Resi“ diente das Hollerhaus Irschenhausen.

## Kritik
Die Programmzeitschrift TV Spielfilm schreibt: „Ein Bulle unter Glucken, zum Gackern komisch.“

## Trivia
Die Darstellerinnen der eigentlich gleichaltrigen Teilnehmerinnen des Klassentreffens decken in der Realität eine Altersspanne von mehr als zehn Jahren ab. Enzi Fuchs als Hilda Bacher ist die Jüngste (Jahrgang 1937 und somit zur Zeit der Entstehung der Folge 66 Jahre alt), Hilde Sochor als Rosemarie Assanger die Älteste (Jahrgang 1924, 79 Jahre).